# Переписна область №14 (Манітоба)
Переписна область №14 (англ. Division No. 14) — переписна область в Канаді, у провінції Манітоба.

## Населення
За даними перепису 2016 року, переписна область нараховувала 18621 жителя, показавши зростання на 0,7%, порівняно з 2011-м роком. Середня густина населення становила 6,6 осіб/км².
З офіційних мов обидвома одночасно володіли 805 жителів, тільки англійською — 17 035, тільки французькою — 5, а 60 — жодною з них. Усього 1,625 осіб вважали рідною мовою не одну з офіційних, з них 20 — одну з корінних мов, а 185 — українську.
Працездатне населення становило 71,7% усього населення, рівень безробіття — 4,2% (5,4% серед чоловіків та 2,7% серед жінок). 87,5% були найманими працівниками, 12,2% — самозайнятими.
Середній дохід на особу становив $48 926 (медіана $40 734), при цьому для чоловіків — $58 896, а для жінок $38 917 (медіани — $50 846 та $32 307 відповідно).
33% мешканців мали закінчену шкільну освіту, не мали закінченої шкільної освіти — 19,5%, 47,4% мали післяшкільну освіту, з яких 24,3% мали диплом бакалавра, або вищий, 25 осіб мали вчений ступінь.
| Статево-вікова структура населення | Статево-вікова структура населення | Статево-вікова структура населення | Статево-вікова структура населення | Статево-вікова структура населення |
| ---------------------------------- | ---------------------------------- | ---------------------------------- | ---------------------------------- | ---------------------------------- |
|                                    |                                    |                                    |                                    |                                    |
| Всього                             | Всього                             | 51,5%48,5%                         |                                    |                                    |
| 0 — 14 років                       | 0 — 14 років                       |                                    | 18,3%                              | 18,3%                              |
| 15 — 64 років                      | 15 — 64 років                      |                                    | 66,6%                              | 66,6%                              |
| 65 і більше                        | 65 і більше                        |                                    | 15,1%                              | 15,1%                              |
| 85 і більше                        | 85 і більше                        |                                    | 1,6%                               | 1,6%                               |
| Середній вік (років)               | Середній вік (років)               | 39,640,8                           | 40,2                               | 40,2                               |
| Медіана (років)                    | Медіана (років)                    | 40,342,3                           | 41,4                               | 41,4                               |
| — чоловіки — жінки                 |                                    |                                    |                                    |                                    |

| Походження мешканців:     | Походження мешканців:     | Походження мешканців: | Походження мешканців: | Походження мешканців: |
| ------------------------- | ------------------------- | --------------------- | --------------------- | --------------------- |
| Походження                |                           |                       | осіб                  | %                     |
| Корінні американці        | Корінні американці        |                       | 2 725                 | 15.95%                |
| Інше північноамериканське | Інше північноамериканське |                       | 4 440                 | 26%                   |
| Європейське               | Європейське               |                       | 14 685                | 85.98%                |
| британське                | британське                |                       | 9 780                 | 57.26%                |
| французьке                | французьке                |                       | 2 345                 | 13.73%                |
| українське                | українське                |                       | 3 420                 | 20.02%                |
| Карибське                 | Карибське                 |                       | 60                    | 0.35%                 |
| Латинськоамериканське     | Латинськоамериканське     |                       | 70                    | 0.41%                 |
| Африканське               | Африканське               |                       | 60                    | 0.35%                 |
| Азійське                  | Азійське                  |                       | 290                   | 1.7%                  |
| Океанійське               | Океанійське               |                       | 30                    | 0.18%                 |

| Зайнятість населення за галузями (за класифікацією NOC): | Зайнятість населення за галузями (за класифікацією NOC): | Зайнятість населення за галузями (за класифікацією NOC): | Зайнятість населення за галузями (за класифікацією NOC): | Зайнятість населення за галузями (за класифікацією NOC): |
| -------------------------------------------------------- | -------------------------------------------------------- | -------------------------------------------------------- | -------------------------------------------------------- | -------------------------------------------------------- |
|                                                          |                                                          |                                                          |                                                          |                                                          |
| Управління                                               | Управління                                               |                                                          | 12,7%                                                    | 12,7%                                                    |
| Бізнес, фінанси та адміністрування                       | Бізнес, фінанси та адміністрування                       |                                                          | 16,1%                                                    | 16,1%                                                    |
| Природничі та прикладні науки                            | Природничі та прикладні науки                            |                                                          | 5,2%                                                     | 5,2%                                                     |
| Охорона здоров'я                                         | Охорона здоров'я                                         |                                                          | 6,8%                                                     | 6,8%                                                     |
| Освіта, правозахист, муніципальні та урядові служби      | Освіта, правозахист, муніципальні та урядові служби      |                                                          | 13,3%                                                    | 13,3%                                                    |
| Мистецтво, культура, відпочинок та спорт                 | Мистецтво, культура, відпочинок та спорт                 |                                                          | 1,4%                                                     | 1,4%                                                     |
| Роздрібна торгівля та послуги                            | Роздрібна торгівля та послуги                            |                                                          | 14,7%                                                    | 14,7%                                                    |
| Гуртова торгівля, транспорт та обладнання                | Гуртова торгівля, транспорт та обладнання                |                                                          | 23,6%                                                    | 23,6%                                                    |
| Природні ресурси, сільське господарство                  | Природні ресурси, сільське господарство                  |                                                          | 3,7%                                                     | 3,7%                                                     |
| Виробництво                                              | Виробництво                                              |                                                          | 2,6%                                                     | 2,6%                                                     |

## Населені пункти
До переписної області входять містечка Стоунволл, Т'юлон, муніципалітети Россер, Вудлендс, Роквуд, а також хутори, інші малі населені пункти та розосереджені поселення.

## Клімат
Середня річна температура становить 2,3°C, середня максимальна – 23,5°C, а середня мінімальна – -25,1°C. Середня річна кількість опадів – 520 мм.
| Клімат поселення                              | Клімат поселення | Клімат поселення | Клімат поселення | Клімат поселення | Клімат поселення | Клімат поселення | Клімат поселення | Клімат поселення | Клімат поселення | Клімат поселення | Клімат поселення | Клімат поселення | Клімат поселення |
| Показник                                      | Січ.             | Лют.             | Бер.             | Квіт.            | Трав.            | Черв.            | Лип.             | Серп.            | Вер.             | Жовт.            | Лист.            | Груд.            |                  |
| Середній максимум, °C                         | −12,39           | −8,16            | −1               | 9,43             | 17,51            | 22,99            | 23,47            | 22,86            | 16,73            | 9,70             | −0,2             | −10,01           |                  |
| Середня температура, °C                       | −18,73           | −14,51           | −7,36            | 3,06             | 11,16            | 16,64            | 19,35            | 18,75            | 12,60            | 5,59             | −4,32            | −14,16           |                  |
| Середній мінімум, °C                          | −25,08           | −20,85           | −13,7            | −3,28            | 4,82             | 10,30            | 15,21            | 14,62            | 8,48             | 1,48             | −8,45            | −18,28           |                  |
| Норма опадів, мм                              | 19               | 12               | 20               | 26               | 51               | 94               | 85               | 77               | 52               | 40               | 24               | 20               |                  |
| Середньомісячна швидкість вітру, м/с          | 4.04             | 4.00             | 4.10             | 4.30             | 4.30             | 3.90             | 3.50             | 3.70             | 4.10             | 4.40             | 4.30             | 4.10             |                  |
| Середньомісячна сонячна радіація, кДж/м²·день | 4324             | 7768             | 12613            | 17311            | 20145            | 21135            | 21545            | 18357            | 12617            | 7498             | 4204             | 3221             |                  |
| --------------------------------------------- | ---------------- | ---------------- | ---------------- | ---------------- | ---------------- | ---------------- | ---------------- | ---------------- | ---------------- | ---------------- | ---------------- | ---------------- | ---------------- |
| Джерело:                                      |                  |                  |                  |                  |                  |                  |                  |                  |                  |                  |                  |                  |                  |